# Arashi No.1 Ichigou: Arashi wa Arashi o Yobu!
Arashi No.1: Arashi wa Arashi o Yobu (ARASHI No.1〜嵐は嵐を呼ぶ〜?) è l'album di debutto del gruppo musicale giapponese Arashi. L'album è stato pubblicato il 4 gennaio 2011 dall'etichetta Pony Canyon ed ha raggiunto la prima posizione della classifica Oricon degli album più venduti in Giappone, vendendo 323,000 copie.

## Tracce
1. Introduction: Storm – 1:45
2. Arashi – 4:29
3. Dangan Liner – 4:09
4. Sunrise Nippon – 4:45
5. Sawarenai – 4:44
6. Kansha Kangeki Ame Arashi – 4:49
7. Ai to Yūki to Cherry Pie – 5:18
8. Deep na Bouken – 4:37
9. Helpless – 5:10
10. On Sunday – 5:09
11. Yasei Wo Shiritai – 4:33
12. Allergy – 4:05
13. Kokoro Chirari – 4:37
14. Typhoon Generation – 5:01